# Ликов Матвій Олександрович
Ликов Матвій Олександрович (рос. Лыков Матвей Александрович; 8 квітня 1987, Ленінград) — російський актор та модель.

## Біографія
Народився 8 квітня 1987 року в Ленінграді (нині Санкт-Петербург) в сім'ї актора Олександра Ликова.
Закінчив факультет іноземних мов Російського державного педагогічного університету імені Герцена Олександра Івановича
2007 року дебютував, як модель на подіумі.
На Тижні моди, яка відбулася в Нью-Йорку в кінці 2008 року, входив в топ-50 самих популярних чоловіків-моделей світу, а 2009 року — в список топ 10 подіумних моделей. Того ж року підписав контракт з Модним будинком Gucci, з яким співпрацює до теперішнього часу.
Закінчив Міжнародну школу кіно та телебачення в Парижі.
2013 року знявся в музикальному кліпі Йоанна Лемуана, більш відомого як Woodkid, на пісню «I Love You».
2015 року знявся в головній ролі в фільмі «Він — дракон».

### Особисте життя
Одружений з фешн-дизайнеркою Джесікою Стеренос.
Живе в Парижі. 25 січня 2019 року народилася дочка Сієнна.